# Meningococemia
La púrpura fulminante o meningococemia es una enfermedad grave de evolución rápida generada por varios tipos de meningococo (Neisseria meningitidis), habitante frecuente de la nariz y la garganta de los individuos sanos. Caracterizada por septicemia, coagulación intravascular y shock, la meningococemia ocurre cuando el meningococo invade el torrente sanguíneo.

## Clasificación
Una forma posible de clasificación de la meningococemia se basa en el espectro de presentaciones, el que varía según la secuencia de acontecimientos fisiopatológicos y los factores vinculados con el agente y con el huésped. Por ejemplo, los pacientes con enfermedad meningocócica invasiva pueden presentarse con: (1) bacteriemia sin shock (meningococemia leve aguda), (2) bacteriemia con shock pero sin meningitis (meningococemia fulminante), (3) bacteriemia con  shock y meningitis, (4) meningitis sola y (5) meningococemia crónica benigna. La clasificación de los pacientes en grupos basados en la duración de la enfermedad antes de la hospitalización, el sitio, la gravedad y el pronóstico facilitará la adopción de las decisiones clínicas, en particular para la institución inmediata de medidas de sostén vital de efectividad máxima.
Otra forma de clasificación considera la evolución y la gravedad del cuadro. Según esos criterios la meningococemia puede clasificarse en benigna, crónica, aguda y fulminante. La meningococemia benigna, que también se denomina bacteriemia no evidente o bacteriemia autolimitada, es una forma rara (se observa solo en el cinco por ciento de los casos) que se ha descrito sobre todo en niños pequeños y reclutas jóvenes como un cuadro febril agudo y autolimitado con hemocultivos positivos para Neisseria meningitidis. A veces esa forma benigna recurre días o semanas después, en algunas ocasiones durante meses, y en esos casos se denomina meningococemia crónica. En esa forma puede haber esplenomegalia, endocarditis y, en algunos brotes, meningitis o sepsis graves.
Sin embargo, lo más común es que la bacteriemia meningocócica comprometa rápidamente las meninges y cause meningitis. Además, tanto si hay meningitis como si no, lo habitual es que la colonización se torne cada vez más intensa hasta llegar a provocar un cuadro séptico muy grave, la denominada meningococemia aguda, forma que casi siempre incluye lesiones cutáneas y síntomas constitucionales importantes como por ejemplo un grave deterioro del estado general, taquicardia, cefalea, escalofríos, fiebre de 40 °C o más (aunque a veces hay hipotermia), dolores musculares intensos, sobre todo en las pantorrillas y en la región lumbar, artralgias o artritis (la artritis se considera consecuencia del depósito de inmunocomplejos). Algunos pacientes (el ocho por ciento) están hipotensos en el momento del ingreso al centro de salud pero esa hipotensión desaparece rápidamente con el tratamiento. En cambio, en el quince por ciento de los casos se desarrolla un shock que incluye insuficiencia miocárdica rápida, coagulación intravascular diseminada, equimosis extensas y una necrosis hemorrágica de las glándulas suprarrenales y otros órganos que conduce rápidamente a la muerte y representa la cuarta forma en la clasificación, es decir una meningococemia fulminante o síndrome de Waterhouse-Friderichsen.

## Consideraciones históricas
En el siglo XVI se describió una enfermedad que recuerda la enfermedad meningocócica. Según los autores de un trabajo sobre el tema, en 1805 el médico Gaspard Vieusseux describió el cuadro clínico de la “meningitis epidémica” durante un brote de meningitis que causó treinta y tres muertes cerca de Ginebra, Suiza. Un tiempo después (en 1884) los anatomopatólogos italianos Ettore Marchiafava y Angelo Celli describieron por primera vez la bacteria como micrococos ovalados intracelulares en una muestra de líquido cefalorraquídeo (LCR). Finalmente, en 1887, el microorganismo responsable pudo ser cultivado e identificado en Viena por Anton Weichselbaum, que aisló diplococos gramnegativos  con forma de “granos de café” del interior de piocitos que extrajo del líquido cefalorraquídeo obtenido de seis a ocho pacientes con meningitis bacteriana y les dio el nombre de Diplococcus intracellularis meningitidis. Tiempo después se descubriría que esa bacteria puede habitar en la faringe de las personas sanas y que existen distintos tipos de meningococo. En 1911 el microorganismo fue clasificado como  Neisseria meningitidis por Rupert Waterhouse y a posteriori, en una revisión más exhaustiva, Carl Friderichsen describió la necrosis hemorrágica de las glándulas suprarrenales durante la evolución de una enfermedad infecciosa grave. Neisseria meningitidis es el agente etiológico identificado con mayor frecuencia como causa del desarrollo de esta enfermedad, aunque otros agentes también pueden provocarla. Durante la Primera Guerra Mundial se observó un aumento significativo del porcentaje de reclutas “portadores” de la bacteria en los períodos de mayor hacinamiento. Antes de la década de 1920 la enfermedad meningocócica era fatal hasta en el setenta por ciento de los casos. Entre 1928 y 1945 se produjeron numerosas epidemias (Detroit 1928-1929, Milwaukee 1927-1929, Chile 1941-1943), con tasas de letalidad que llegaron al cincuenta por ciento. A principios de la década de 1930 el patólogo y bacteriólogo alemán Gerhard Domagk descubrió que la sulfonamida Prontosil protegía a los ratones de laboratorio contra los estreptococos de la especie Streptococcus pyogenes. Hacia fines de esa década se comunicó que el tratamiento de la meningitis aguda con sulfonamidas había logrado disminuir la letalidad al quince por ciento. Además, las sulfonamidas comenzaron a ser utilizadas con éxito para prevenir la enfermedad en los contactos de las personas con meningitis. No obstante, en menos de cinco años el microorganismo se tornó resistente a ese fármaco. En 1943 el médico escocés Alexander Fleming comunicó el descubrimiento de la penicilina, por el cual recibió el premio Nobel. Sin embargo, pronto se constató que ni las sulfonamidas ni la penicilina eran suficientes para controlar el problema en la población y como consecuencia fue necesario recurrir a una nueva estrategia —el desarrollo de vacunas contra el meningococo—. Habría que esperar hasta 1970 para que comenzara a aplicarse con éxito la vacuna contra Neisseria meningitidis serogrupo C.

## Epidemiología
La enfermedad ocurre en formas endémicas y epidémicas tanto en países desarrollados como en vías de desarrollo. Durante la segunda mitad del siglo XX predominó el serogrupo A pero en los últimos años se observó la participación de los serogrupos B, C, Y, W’135 y X. Si bien las circunstancias que ocasionaron esas epidemias todavía son poco claras, se las ha relacionado con factores como hacinamiento, desplazamiento de poblaciones, factores climáticos y la virulencia de las cepas circulantes.
Desde 1970 ha habido diversas epidemias en el mundo y en distintos países de América, Asia y Europa la incidencia de la enfermedad aumentó en una forma caracterizada por brotes recurrentes y casos de enfermedad esporádica persistente. La mayor parte de los casos que se producen en el mundo se deben a la infección por los serogrupos A, B y C, los serogrupos B y C explican la mayoría de los casos en Europa y América y los serogrupos A y C predominan en Asia y África. En los Estados Unidos se producen de mil cuatrocientos a tres mil casos anuales de enfermedad meningocócica invasiva y aunque según los Centros para el Control y Prevención de Enfermedades o CDC la incidencia anual de la enfermedad es relativamente baja (varía de 0,5 a 1,1 caso por cada 100.000 habitantes), las tasas de letalidad y las secuelas observadas entre los sobrevivientes son importantes. La muerte ocurre en alrededor del diez al catorce por ciento de los casos y en el once al diecinueve por ciento de los pacientes que no mueren quedan secuelas de importancia que incluyen amputación de dedos o extremidades, cicatrices cutáneas, problemas neurológicos y pérdida de audición.
Si bien en ese país las personas negras y las de bajo nivel socioeconómico siempre han estado expuestas a un mayor riesgo de enfermedad meningocócica, la etnia y los bajos niveles socioeconómicos son marcadores de riesgo probables en lugar de factores de riesgo de contraer esa enfermedad.  En un estudio de casos y controles multiestatal en el que los controles pertenecían al mismo grupo etario que los pacientes se comprobó que en un análisis multivariante (con control por sexo y educación) el tabaquismo activo y pasivo, una enfermedad respiratoria reciente, el uso de corticosteroides, una nueva residencia, una nueva escuela, el seguro de Medicaid y el hacinamiento en el hogar se asociaban con mayor riesgo de enfermedad meningocócica mientras que los ingresos y la etnia no. Según uno de los estudios que se acaban de mencionar, es necesario seguir investigando para identificar los grupos de riesgo que podrían beneficiarse con los esfuerzos de prevención.
De acuerdo con un trabajo publicado en España en 2000 el cambio observado en el patrón epidemiológico de la enfermedad meningocócica en gran parte de ese país en la temporada 1996-1997 y la decisión de intervenir en el grupo etario de dieciocho meses a diecinueve años con una campaña de vacunación con vacuna bivalente de polisacáridos determinaron un refuerzo de la vigilancia epidemiológica de esa enfermedad. 
Para la prevención de la enfermedad meningocócica debida a los serogrupos A, C, Y y W-135 se dispone de vacunas bivalentes o tetravalentes de polisacáridos de reconocida eficacia a determinadas edades.

La vacuna bivalente de polisacáridos fue la utilizada para la intervención en las distintas comunidades autónomas españolas que vacunaron a la población de entre dieciocho meses y diecinueve años. A los dos años de la intervención el predominio de casos del serogrupo B fue general en todas las comunidades autónomas salvo las que no habían aplicado la vacuna. En esas tres comunidades durante esos dos últimos años siguió predominando el serogrupo C. Las bajas tasas de meningitis debidas al serogrupo C sugieren la efectividad de la intervención, en particular en los niños de mayor edad. Sin embargo, en la temporada 1998-1999 se apreció un incremento de la incidencia, aunque sin importancia estadística, entre los niños menores de cuatro años, edades en las que la efectividad de la vacuna es menor. Esos cambios en la evolución de la epidemiología de la enfermedad deberán ser tenidos en cuenta cuando se evalúe la utilización de la nueva vacuna conjugada.
La meningococemia crónica, una forma clínica poco frecuente de infección meningocócica con mayor incidencia en pacientes con déficit del complemento, fue descrita por Salomon en 1902. Su incidencia es muy baja, en particular en los países desarrollados, y sobre todo en los últimos veinte años. A diferencia de lo que sucede con las meningitis agudas, el noventa por ciento de los casos de meningococemia crónica se observan en adultos (con una edad media de presentación de veintiséis años). Se la define como una bacteriemia por Neisseria meningitidiss de más de una semana de duración, sin síntomas meníngeos, de la que se han descrito menos de doscientos cincuenta casos.

## Etiología

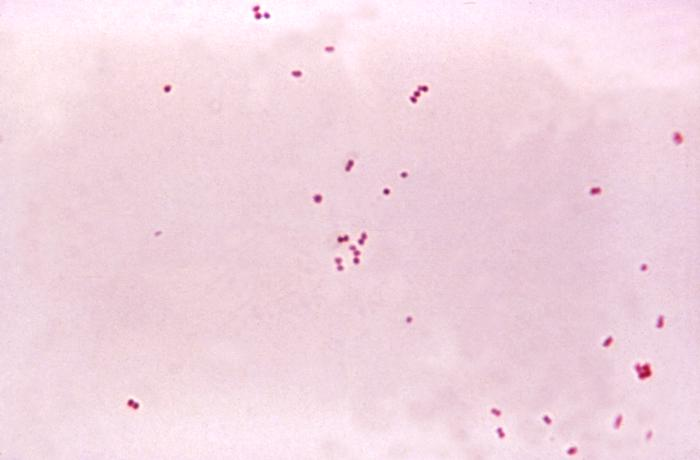
Micrografía de Neisseria meningitidis.

La causa de la enfermedad es la infección por Neisseria meningitidis, un diplococo aerobio gramnegativo que como ya se dijo también se conoce como meningococo. La infección meningocócica está presente en casi todo el mundo. Los serogrupos A, B, C, W-135 e Y son los que causan más del noventa por ciento de los casos y el serogrupo B es el causante del sesenta y ocho por ciento de los cuadros que se observan en Europa. Una vez que el meningococo, cuyo único reservorio conocido es el ser humano, coloniza la mucosa orofaríngea puede multiplicarse y diseminarse a través del torrente sanguíneo para luego producir daño endotelial y vascular en la piel y los demás órganos. La infección meningocócica resultante de la invasión hematógena a partir de la orofaringe puede generar desde una meningitis purulenta, la forma más frecuente de presentación, hasta una sepsis meningocócica o meningococemia, que es la forma más grave. La meningococemia se obseva en alrededor del cinco al veinte por ciento de los pacientes y la mortalidad que causa ha sido estimada en aproximadamente el veinte al cincuenta por ciento de los casos. La tasa de secuelas también es muy elevada. Al shock séptico meningocócico, o púrpura fulminante bacteriana, se asocia un rápido colapso cardiovascular con hipotensión, hemorragia suprarrenal aguda y síndrome de disfunción multiorgánica. Ese shock da lugar al síndrome conocido como coagulación intravascular diseminada, un cuadro secundario que se caracteriza por una gran activación de la coagulación.

## Patogenia
Para comprender la patogenia de la meningococemia es preciso conocer la evolución de la bacteria desde su instauración a nivel del sistema respiratorio superior hasta su producción de los casos más fulminantes. Antes que nada es necesario destacar la existencia de portadores asintomáticos, los que al fin y al cabo son los que perpetúan la enfermedad. Se calcula que en el mundo existen cerca de 500 millones de portadores de Neisseria meningitidis en la nasofaringe. La tasa de portación es muy baja durante la infancia y muy alta en adolescentes y adultos jóvenes. 
La mayoría de las personas colonizadas por N. meningitidis permanecen asintomáticas pero en un porcentaje menor el meningococo atraviesa la mucosa, entra en la circulación y causa enfermedad sistémica. En algunos casos el proceso de colonización por N. meningitidis determina la producción de anticuerpos protectores.
El proceso patogénico se inicia con la adherencia de N. meningitidis a la superficie de las microvellosidades del epitelio cilíndrico no ciliado de la nasofaringe, en el que se multiplica (coloniza). En ese proceso desempeñan un papel muy importante los pili, adhesinas que se utilizan en el contacto inicial, junto con las proteínas asociadas con la opacidad (Op) Opa y Opc. La adherencia estimula la entrada de la bacteria en las células epiteliales, lo que le permite atravesar el epitelio mucoso mediante vacuolas fagocíticas. En un pequeño porcentaje de las personas colonizadas el meningococo accede a la circulación sanguínea, donde puede producir la meningococemia o progresar hacia el líquido cefalorraquídeo, desde el que después de cruzar la barrera hematoencefálica puede provocar meningitis. El mecanismo de colonización propiamente dicho se desconoce, al igual que el mecanismo que utiliza la bacteria para cruzar la barrera mucosa. Finalmente, para provocar meningococemia fulminante el meningococo necesita factores de virulencia aún más potentes y que solo en algunos casos se pueden presentar.

## Anatomía patológica
Una manifestación poco frecuente de la sepsis por meningococos, la necrólisis epidérmica tóxica, suele limitarse a las extremidades superiores e inferiores, en ese orden de frecuencia, y en general se asocia con procesos de coagulación intravascular diseminada y con la hipoxia secundaria a la hipoperfusión debida al shock. La necrólisis epidérmica suele producirse en el cinco al veinte por ciento de los pacientes con enfermedad meningocócica y el diagnóstico de meningococemia en general se establece cuando ya han aparecido las lesiones cutáneas. En la necropsia de un niño que había padecido esa enfermedad como complicación del síndrome de Waterhouse-Friderichsen el examen histológico reveló el despegamiento de la epidermis necrótica de la dermis casi sin infiltrado inflamatorio ni lesiones de los anexos cutáneos. El escaso infiltrado se hallaba dispuesto en parches y era fundamentalmente perivascular. La coagulación intravascular era mínima, lo que se atribuyó al efecto de la terapia intensiva. En el examen externo se detectó una edematización intensa sumada al despegamiento epidérmico de casi toda la superficie corporal, sobre todo en el tórax y la espalda. Los hallazgos del examen interno fueron atribuibles a un cuadro de sepsis y un síndrome de disfunción multiorgánica, con necrosis de las glándulas suprarrenales, el bazo, el pericardio y los riñones, además de lesiones hemorrágicas importantes en el cerebro y el cerebelo. A partir de los hallazgos descritos se arribó a la conclusión de que el niño había padecido un cuadro de necrosis epidérmica masiva en el contexto de un síndrome de Waterhouse-Friderichsen, cuadro isquémico generalizado con síndrome de coagulación intravascular diseminada. Según los mismos autores, el diagnóstico de sepsis meningocócica fue confirmado por la reacción en cadena de la polimerasa practicada en muestras de sangre y líquido cefalorraquídeo obtenidas en la autopsia.
La necrólisis epidérmica tóxica comparte aspectos etiológicos, patogénicos, histológicos y terapéuticos con el síndrome de Stevens-Johnson, dado que constituyen un espectro de la misma enfermedad. La patogenia de la necrólisis epidérmica es poco conocida pero se considera que intervienen reacciones inmunitarias y un mecanismo final de apoptosis masiva de los queratinocitos epidérmicos.
Si bien es cierto que tanto la necrólisis epidérmica tóxica como el síndrome de Stevens-Johnson se asocian sobre todo con la ingesta de fármacos (en particular antibióticos), se han descrito casos con un cuadro clínico similar vinculados con otras etiologías, como en el transcurso de una sepsis. En esos casos la necrosis epidérmica se debe fundamentalmente a una vasculitis resultante del daño directo causado por el patógeno (Neisseria meningitidis) y de la reacción inmunitaria provocada por sus toxinas. Según los autores de algunos estudios, en biopsias realizadas en pacientes con sepsis meningocócica se comprobó la existencia de un daño vascular importante caracterizado por necrosis endotelial, trombosis y necrosis de otras estructuras de la pared vascular, como por ejemplo las células musculares y los pericitos. En muchos de esos casos se determinó la existencia de inmunoglobulinas y complemento en la pared de los vasos, además de un estado de hipercoagulabilidad en un elevado número de pacientes. Todos esos hallazgos sugieren que las alteraciones cutáneas de la meningococemia comparten los criterios histológicos mayores de la reacción local de Shwartzman pero que deben de existir otros factores inmunitarios implicados en el desarrollo de esas lesiones. El seguimiento clínico de los niños estudiados por el grupo de Wheeler demostró que todos los de más de cinco años (nueve niños) asistían a clases regulares de una escuela común y eran activos en el contexto de sus discapacidades físicas por lo que los autores llegaron a la conclusión de que los sometidos a cirugía a causa de la púrpura fulminante habían logrado hitos apropiados para su edad y sus limitaciones principales se debían a la discapacidad física relacionada con las amputaciones, la cicatrización y el crecimiento óseo anormal.
En estos pacientes el manejo terapéutico no solo debe contemplar los problemas orgánicos derivados de la sepsis sino también las lesiones cutáneas provocadas por la epidermólisis, que en la mayor parte de los casos pueden superar el treinta por ciento de la superficie corporal, con el aumento consiguiente de la morbilidad y la mortalidad, lo que determina que se requiera un manejo inicial en unidades específicas de quemados, con desbridamiento quirúrgico en un primer tiempo y trasplante autólogo posterior.

## Cuadro clínico
La meningococemia, que es difícil de reconocer fuera del contexto de un brote, se caracteriza por un comienzo súbito de fiebre y un exantema purpúrico o petequial que puede ser púrpura o septicemia fulminante asociada con hipotensión, hemorragia suprarrenal aguda (el ya mencionado síndrome de Waterhouse-Friderichsen) y finalmente insuficiencia suprarrenal múltiple. Por lo general hay sangrado dentro de la piel (petequias y púrpura) y el tejido de esas áreas puede morir (tornarse necrótico o gangrenoso). Si el paciente sobrevive, las áreas sanan con cicatrices.
En una publicación se describe a doce pacientes con lesiones purpúricas de progresión rápida desde doce horas o menos antes de ingresar al hospital que evolucionaron a un cuadro de púrpura fulminante. Los casos descritos en esa publicación corresponden a un período de trece años durante el cual los pacientes fallecieron con un síndrome de Waterhouse-Friderichsen (nueve de ellos en los últimos cuatro años analizados). Los autores no atribuyen la mortalidad a esa entidad anatomopatológica pero señalan que ese fue el hallazgo presente en la totalidad de las necropsias efectuadas en su experiencia y que coincide con los hallazgos descritos a menudo en las publicaciones internacionales. Los aspectos en los que se concentró esa serie clínica fueron la rápida progresión de los signos y los síntomas, la magnitud de la fiebre (que en más del ochenta por ciento de los casos superó los 40 °C), la leucopenia presente en casi todos los pacientes y la hipotensión refractaria a cualquier medida. En términos hemodinámicos todos esos pacientes presentaron signos clínicos evidentes de shock desde el ingreso, con hipotensión refractaria a la reanimación con volumen y empleo de drogas vasoactivas. En el momento del ingreso la presión arterial media (PAM) de los pacientes menores de un año era de 22 mm Hg (intervalo de 0 a 36 mm Hg), la de los pacientes de entre uno y cuatro años promediaba los 41 mm Hg (intervalo de 0 a 67 mm Hg) y en los mayores de cuatro años era de 47 mm Hg (intervalo de 35 a 59 mm Hg).
En siete pacientes (cincuenta y ocho por ciento de los casos) fue posible confirmar la etiología. En seis de ellos el hemocultivo fue positivo para Neisseria meningitidis serogrupo b y en uno se aisló Neisseria meningitidis del mismo serogrupo del líquido cefalorraquídeo. Todos los pacientes recibieron apoyo ventilatorio desde el momento del ingreso. El aporte de volumen promedio en las primeras seis horas fue de 109 ml/kg (intervalo de 65 a 180 ml/kg). En todos hubo una elevación transitoria de la PAM del setenta por ciento con respecto a su valor basal, sin un cambio significativo en la evolución final. Las diferentes complicaciones observadas incluyeron edema agudo de pulmón en cuatro pacientes, muerte cerebral en uno y necrosis de las cuatro extremidades en otro. Todos tuvieron una evolución fulminante y murieron en promedio dentro de las veinte horas posteriores a su ingreso (media de 9,5 horas, intervalo de 2 a 96 horas). En nueve pacientes la muerte se asoció con un shock séptico refractario e insuficiencia orgánica múltiple, dos pacientes presentaron muerte cerebral y uno desarrolló edema agudo de pulmón secundario a shock cardiogénico. La anatomía patológica confirmó el síndrome de Waterhouse-Friderichsen por la presencia de necrohemorragia bilateral masiva de las glándulas suprarrenales. En cuatro pacientes (treinta y tres por ciento) hubo signos evidentes de miocarditis y tres (veinticinco por ciento) presentaron edema agudo de pulmón. Cinco pacientes tenían meningitis y uno presentó hemorragia intracraneal. No se encontró asplenia en ninguno.
En cuanto a las manifestaciones clínicas de la meningococemia crónica o benigna, que como ya se dijo es una forma muy rara de infección meningocócica (si se busca en la base de datos Medline se comprobará la escasísima cantidad de casos informados en los últimos cuarenta años), consisten en las de una sepsis meningocócica de una semana de duración sin síntomas meníngeos que en términos clínicos se caracteriza por un curso prolongado con fiebre intermitente, erupción cutánea y artralgia migratoria que por lo general ocurre en niños o adultos jóvenes sanos. La fiebre puede ser en picos, persistente o recidivante. En más del noventa por ciento de los casos hay una erupción cutánea que consiste en máculas eritematosas que evolucionan hasta convertirse en nódulos sensibles que se vuelven francamente purpúricos y a veces necróticos. En el setenta por ciento de los pacientes hay artralgia, sobre todo de las grandes articulaciones. El diagnóstico es difícil porque en las etapas iniciales de la enfermedad los cultivos bacterianos suelen ser negativos. La meningococemia crónica puede ser autolimitada pero es posible que en una fase tardía se complique y se asocie con meningitis y muerte. La fisiopatología sigue siendo poco clara. El serogrupo B de N. meningitidis parece ser una etiología más común que otros serogrupos y algunos autores afirman que su virulencia relativamente reducida puede explicar en parte la cronicidad de los síntomas clínicos y la respuesta inflamatoria limitada. Los factores del huésped también son importantes. De hecho, incluso en ausencia de vacunación masiva, la mayoría de los adultos de más de veinticinco años están totalmente inmunizados contra casi todos los serotipos de N. meningitidis, lo que explica el tan escaso número de meningococemias agudas en adultos inmunocompetentes. Por lo tanto, los signos clínicos relativamente moderados de la meningococemia crónica pueden ser explicados por la inmunidad preexistente contra N. meningitidis.

## Diagnóstico
La realización de exámenes de sangre permitirá establecer o confirmar el diagnóstico de meningococemia y ayudará a descartar otras infecciones. Esos exámenes pueden incluir hemocultivo, hemograma y estudios de la coagulación. También se puede efectuar una punción lumbar con el fin de obtener una muestra de líquido cefalorraquídeo para cultivo, una tinción de Gram, una biopsia de piel y un análisis de orina.
El diagnóstico de la enfermedad se basa en el hallazgo de Neisseria meningitidis en los hemocultivos, que de preferencia deben ser realizados durante los episodios febriles porque en las primeras semanas de la enfermedad suelen ser negativos. Un hemocultivo positivo establece el diagnóstico pero si el resultado es negativo y la sospecha es firme el cultivo debe repetirse varias veces.
La evidente heterogeneidad de las posibles presentaciones clínicas de la enfermedad meningocócica obliga a considerar el diagnóstico de meningococemia crónica toda vez que se observe la tríada de picos de fiebre, erupción cutánea vasculítica y artralgia de las grandes articulaciones en una persona con buen estado general. Se debe considerar el tratamiento antibiótico adecuado a fin de evitar posibles complicaciones graves.
En los pacientes con lesiones cutáneas de tipo vasculítico recurrentes o persistentes asociadas con fiebre y artralgias deben realizarse hemocultivos seriados. También es importante tener presente esta entidad para realizar un diagnóstico temprano que evite la complicación de la enfermedad con cuadros clínicos de potencial gravedad.

## Diagnóstico diferencial
Las lesiones cutáneas deben diferenciarse sobre todo de las de la endocarditis bacteriana subaguda, la gonococemia, la fiebre de las Montañas Rocosas, las vasculitis por hipersensibilidad, el síndrome de Stevens-Johnson y otras infecciones (p. ej., por enterovirus).
En el diagnóstico diferencial de la enfermedad meningocócica se considerarán sobre todo las infecciones por otros patógenos que pueden ocasionar meningitis bacteriana, como Streptococcus pneumoniae y Haemophilus influenzae. Debido a esa posibilidad es fundamental iniciar el tratamiento empírico para cubrir esos patógenos antes de la identificación del agente causal definitivo en una tinción de Gram, en un cultivo o mediante pruebas de aglutinación en el líquido cefalorraquídeo. La meningococemia es difícil de distinguir de otras entidades febriles agudas, en especial cuando falta el exantema purpúrico, pero la presencia de fiebre, púrpura y shock es muy sugestiva de enfermedad meningocócica.
Según el autor de una publicación ya mencionada, la meningococemia crónica debe diferenciarse de la fiebre reumática aguda, de la endocarditis bacteriana subaguda, de la púrpura de Schönlein-Henoch, del edema hemorrágico del lactante, de la malaria, de la fiebre tifoidea, de la tuberculosis miliar, de la brucelosis, de la gonococemia, de la infección por enterovirus, del eritema multiforme, del eritema nudoso, de la sífilis secundaria, de la fiebre de Haverhill (eritema poliartrítico epidémico por Streptobacillus moliniformis), de una rickettsiosis, de la fiebre manchada de las Montañas Rocosas, del tifus murino (Rickettsia typhi), del tifus epidémico (Rickettsia prowazekii) y de la enfermedad de Brill-Zinsser (forma leve de tifus epidémico causada por Ricketssia prowazekii).

## Tratamiento
El tratamiento se dirige a sostener las funciones vitales que fallan (circulación, respiración, función renal y cerebral) y a combatir la progresión de la infección con antibióticos como ampicilina, cefalosporinas o aminoglucósidos para cubrir Haemophilus influenzae y  Neisseria meningitidis, entre otros microorganismos.
Según los autores de un estudio chileno ya mencionado, se han intentado diversas terapias para tratar de modular la evolución de la enfermedad, como por ejemplo la utilización de heparina, proteína C, antitrombina III, activador tisular del plasminógeno, inhibidores del factor de necrosis tumoral e interleucina-6 pero hasta ahora ninguna de ellas ha permitido lograr beneficios evidentes en la práctica clínica. Además, según los autores chilenos mencionados se están desarrollando diferentes técnicas de sostén vital para optimizar el manejo del shock séptico refractario. Por ejemplo, en los pacientes que no responden a la terapia convencional vale la pena considerar tanto la hemofiltración continua como la oxigenación por membrana extracorpórea o ECMO.
A pesar de los avances logrados en los cuidados intensivos de los pacientes, la tasa de letalidad de la meningococemia fulminante (con su comienzo agudo y su shock  séptico grave y necrosis cutánea hemorrágica progresiva asociados) sigue siendo de alrededor del treinta al cincuenta por ciento. La coagulación intravascular diseminada con depósito de fibrina y trombosis microvascular generalizada demostrables por histología contribuye de manera importante a la patogenia.

## Pronóstico
Si bien por fortuna en la mayor parte de los casos de meningitis meningocócica un tratamiento adecuado permite lograr una curación satisfactoria, en algunas ocasiones la meningitis meningocócica y, sobre todo, la sepsis meningocócica (púrpura fulminante), tienen un desenlace fatal. La púrpura fulminante o meningococemia es la forma más grave y es más frecuente en los niños que en los adultos. En pocas horas un niño hasta entonces sano desarrolla un cuadro de fiebre, decaimiento y petequias (manchas violáceas en la piel) y la enfermedad progresa rápidamente a insuficiencia circulatoria  y depresión de la función cardíaca con caída de la presión arterial, mala irrigación de los diferentes órganos, insuficiencia respiratoria, insuficiencia renal, trastornos de la coagulación, hemorragias, convulsiones, coma y desequilibrios del metabolismo, todo esto de tal magnitud que la muerte puede producirse en pocas horas. Como ya se dijo, en un niño febril la aparición de petequias que se extienden con rapidez por todo el cuerpo puede determinar que el tejido de esas áreas se torne necrótico o gangrenoso.
El deterioro de la fibrinólisis como resultado de la elevación del inhibidor del activador del plasminógeno-1 o PAI-1 forma parte de esas alteraciones de la coagulación y es útil para establecer el pronóstico porque su grado de elevación se correlaciona con el desarrollo de shock, insuficiencia renal y mortalidad.
Existen otras enfermedades que se acompañan de fiebre y púrpura, entre ellas algunas virosis, y si bien no son graves, hasta estar seguros del diagnóstico la meningococemia debe temerse y descartarse

## Prevención
La medida más importante para prevenir la enfermedad meningocócica es la quimioprofilaxis antimicrobiana esporádica de los contactos cercanos de las personas infectadas. Los programas de quimioprofilaxis masiva no son recomendables para controlar grandes brotes. La enfermedad puede ser prevenida por la erradicación del estado de portador en personas con probabilidades de albergar meningococos virulentos, por ejemplo, las personas que viven en la misma casa que un paciente índice. Por ende, el control efectivo de la aparición de casos secundarios se logrará con la quimioprofilaxis eficaz de los miembros del hogar, de los contactos en las guarderías y de cualquier otra persona con exposición directa a las secreciones orales de un paciente infectado, por ejemplo, a través de besos o de reanimación boca a boca. Los contactos cercanos deben recibir la quimioprofilaxis lo más pronto posible (lo ideal sería dentro de las veinticuatro horas posteriores a la identificación del paciente índice) porque más de catorce días después de la aparición de la enfermedad la probabilidad de que resulte eficaz es limitada o nula.
De acuerdo con los autores de dos trabajos ya mencionados, la rifampicina, el ciprofloxacino, el ofloxacino, la minociclina, la cefixima, la sulfadiazina y la ceftriaxona tienen una efectividad del noventa al noventa y cinco por ciento en la reducción de la portación nasofaríngea de N. meningitidis y son alternativas aceptables para la quimioprofilaxis.
En cuanto a la prevención mediante inmunización, hay varias vacunas que permiten controlar la enfermedad, a saber, una vacuna antimeningocócica conjugada contra el serogrupo A, vacunas conjugadas contra el serogrupo C, vacunas tetravalentes (contra los serogrupos A, C, Y y W) y vacunas elaboradas sobre la base de polisacáridos meningocócicos.
Las vacunas de polisacáridos, disponibles desde hace más de treinta años, pueden ser bivalentes (contra los serogrupos A y C), trivalentes (contra los serogrupos A, C y W) o tetravalentes (contra los serogrupos A, C, Y y W135).
No es posible desarrollar vacunas contra el serogrupo B basadas en polisacáridos por el mimetismo antigénico existente entre los polisacáridos meningocócicos y los sacáridos del tejido nervioso humano. La primera vacuna contra el serogrupo B (NmB), integrada por una combinación de cuatro componentes proteínicos, salió a la luz en 2014. 
Las vacunas conjugadas contra los meningococos del grupo C están disponibles desde 1999 y se utilizan ampliamente. En 2005 se autorizó en los Estados Unidos, Canadá y Europa una vacuna conjugada tetravalente (contra los serogrupos A, C, Y y W135) para niños y adultos.
En Estados Unidos se dispone de seis vacunas para inmunizar a la población contra Neisseria meningitidis y la selección de la que se usará en cada caso depende de la edad y de varios otros factores. Algunas personas deben ser inmunizadas contra los serotipos A, C, W e Y y recibir una segunda vacuna para obtener protección contra el serotipo B. En esos casos será el médico quien decida cuál de esas vacunas es la indicada en cada caso. Hay tres vacunas contra los serotipos A, C, W e Y de Neisseria meningitidis, a saber, una aprobada en 1981 por la Administración de Alimentos y Medicamentos de los Estados Unidos o FDA (del inglés Food and Drug Administration) para la inmunización de niños a partir de los dos años y la única aprobada para personas mayores de cincuenta y cinco años (Menomune), otra aprobada por la FDA en 2005 para usar desde los nueve meses hasta los cincuenta y cinco años (Menactra) y la tercera aprobada en 2010 para la inmunización de personas de dos meses a cincuenta y cinco años (Menveo).
También existe una vacuna contra los serotipos C e Y de Neisseria meningitidis aprobada en 2012 para usar específicamente en niños de seis semanas a dieciocho meses y dos contra N. meningitidis de tipo B, una aprobada en 2014 para proteger a personas de diez a veinticinco años y otra aprobada en 2015 para inmunizar a personas de las mismas edades.
Hay grandes controversias con respecto a la utilidad de las vacunas que, si bien no ofrecen el ciento por ciento de cobertura, por el momento representan la única protección disponible. Se recomienda que en todos los casos se consulte con el pediatra o médico tratante, que seguramente tendrá una opinión atendible con respecto a cada paciente.
La enfermedad causada por Neisseria meningitidis se asocia con altas tasas de mortalidad y secuelas importantes. En los Estados Unidos desde 1982 se dispone de una vacuna antimeningocócica tetravalente elaborada con polisacáridos bacterianos (A, C, Y, W-135) que se usa en personas de dos años o más y que posee una eficacia y una seguridad que oscilan entre el ochenta y cinco y el ochenta y siete por ciento. Sin embargo, pese a que se la utiliza en forma amplia para inmunizar a los adolescentes antes del ingreso en la universidad, dicha vacuna tiene una serie de limitaciones entre las que figuran la corta duración de la inmunidad y la falta de inmunidad de grupo. Hace poco se aprobó una vacuna antimeningocócica conjugada tetravalente para la inmunización de niños de once a doce años y de adolescentes de quince años o en edad de ingreso a la universidad. Entre las principales características de la nueva vacuna antimeningocócica conjugada se encuentran la estimulación de respuestas inmunitarias dependientes tanto de los linfocitos B como de los linfocitos T, la inducción de memoria inmunitaria y de efectos de refuerzo, la protección de largo plazo, la reducción de la portación nasofaríngea de Neisseria meningitidis y la inmunidad de grupo. Diversos estudios aleatorizados con doble enmascaramiento realizados en adolescentes y niños de dos a diez años han demostrado la inmunogenicidad, la seguridad y la tolerabilidad de la nueva formulación de la vacuna conjugada contra el meningococo.
En enero de 2006, como parte de la Iniciativa global sobre la seguridad de las vacunas, la Organización Mundial de la Salud (OMS) notificó una relación entre la vacuna antimeningocócica conjugada y el síndrome de Guillain-Barré.